# Oreoglanis macronemus
Oreoglanis macronemus е вид лъчеперка от семейство Sisoridae.

## Разпространение
Видът е разпространен в Лаос.